# Potamon
Potamon là một chi cua chủ yếu sinh sống từ miền Nam Âu qua Trung Đông, xa về phía đông đến miền tây bắc Ấn Độ. Một ngoại lệ là P. algeriense tại Bắc Phi, đây cũng là loài duy nhất của họ Potamidae có mặt ở vùng đất liền châu Phi. Hai mươi loài hiện đang được công nhận:
- Potamon algeriense Bott, 1967
- Potamon bileki Pretzmann, 1971
- Potamon bilobatum Brandis, Storch & Türkay, 2000
- Potamon fluviatile (Herbst, 1785)
- Potamon gedrosianum Alcock, 1909
- Potamon hueceste Pretzmann, 1983
- Potamon ibericum (Bieberstein, 1808)
- Potamon magnum Pretzmann, 1962
- Potamon mesopotamicum Pretzmann, 1962
- Potamon monticola Alcock, 1910
- Potamon pelops Jesse et al., 2010
- Potamon persicum Pretzmann, 1962
- Potamon potamios (Olivier, 1804)
- Potamon rhodium Parisi, 1913
- Potamon ruttneri Pretzmann, 1962
- Potamon setigerum Rathbun, 1904
- Potamon strouhali Pretzmann, 1962
- Potamon transcaspicum Pretzmann, 1962
- Potamon ilam Keikhosravi & Schubart, 2014
- Potamon elbursi Pretzmann, 1962

Nhiều loài tại bán đảo Đông Dương ban đầu được xem là thuộc về Potamon, hay đã được chuyển sang các chi khác như Himalayapotamon, Beccumon, Eosamon và Takpotamon.